# Vega de Valdetronco
Vega de Valdetronco ist ein Ort und eine nordwestspanische Gemeinde (municipio) mit 91 Einwohnern (Stand: 2024) im Westen der Provinz Valladolid in der Autonomen Region Kastilien-León.

## Lage und Klima
Der ca. 710 m hoch gelegene Ort Vega de Valdetronco liegt am Río Hornija, einem Nebenfluss des Duero, in der Iberischen Meseta ca. 40 km (Fahrtstrecke) südwestlich von Valladolid. Das Klima im Winter ist kalt, im Sommer dagegen warm bis heiß; der spärliche Regen (ca. 425 mm/Jahr) fällt verteilt übers ganze Jahr.

## Bevölkerungsentwicklung
| Jahr      | 1857 | 1900 | 1950 | 2000 | 2019 |
| Einwohner | 629  | 497  | 426  | 190  | 118  |

Der deutliche Bevölkerungsrückgang seit den 1950er Jahren ist im Wesentlichen auf die Mechanisierung der Landwirtschaft und die Aufgabe von bäuerlichen Kleinbetrieben zurückzuführen (Landflucht).

## Wirtschaft
Die Einwohner der Gemeinde lebten jahrhundertelang als Selbstversorger von der Landwirtschaft, zu der auch ein wenig Viehzucht (Schafe, Ziegen, Hühner) und in geringem Umfang auch der Weinbau gehörte. Haltbare oder haltbar gemachte Überschüsse (Käse, Würste, Schinken etc.) konnten bei fahrenden Händlern oder auf den Märkten von Valladolid getauscht oder verkauft werden.

## Geschichte
Römische, westgotische und auch maurische Funde fehlen. Schon im 9. Jahrhundert eroberten asturisch-leonesische Heere die Gebiete nördlich des Duero zurück (reconquista), die anschließend – zumindest in Teilen von Zuwanderern aus der gesamten Iberischen Halbinsel – wiederbesiedelt (repoblación) wurden.

## Sehenswürdigkeiten
- Die Iglesia de San Miguel Arcángel entstand in der zweiten Hälfte des 18. Jahrhunderts. Eine imposante Barockfassade mit Nischen, Doppelsäulen und einem gesprengten Giebel war geplant, doch wurde sie nie ganz fertiggestellt. Das Innere der Kirche ist einschiffig.[4]
- Die etwa 250 m südwestlich des Ortes auf einer kleinen Anhöhe stehende Ermita de Nuestra Señora de Canteces ist ein Bau des 16. Jahrhunderts, dessen Gewölbe bereits seit langer Zeit eingestürzt sind; nur die Gurtbögen sowie die schmucklose Fassade und die beiden Portale blieben erhalten. Das Kirchenschiff diente daraufhin als Friedhof (cementerio).[5]